# Scharsterbrug

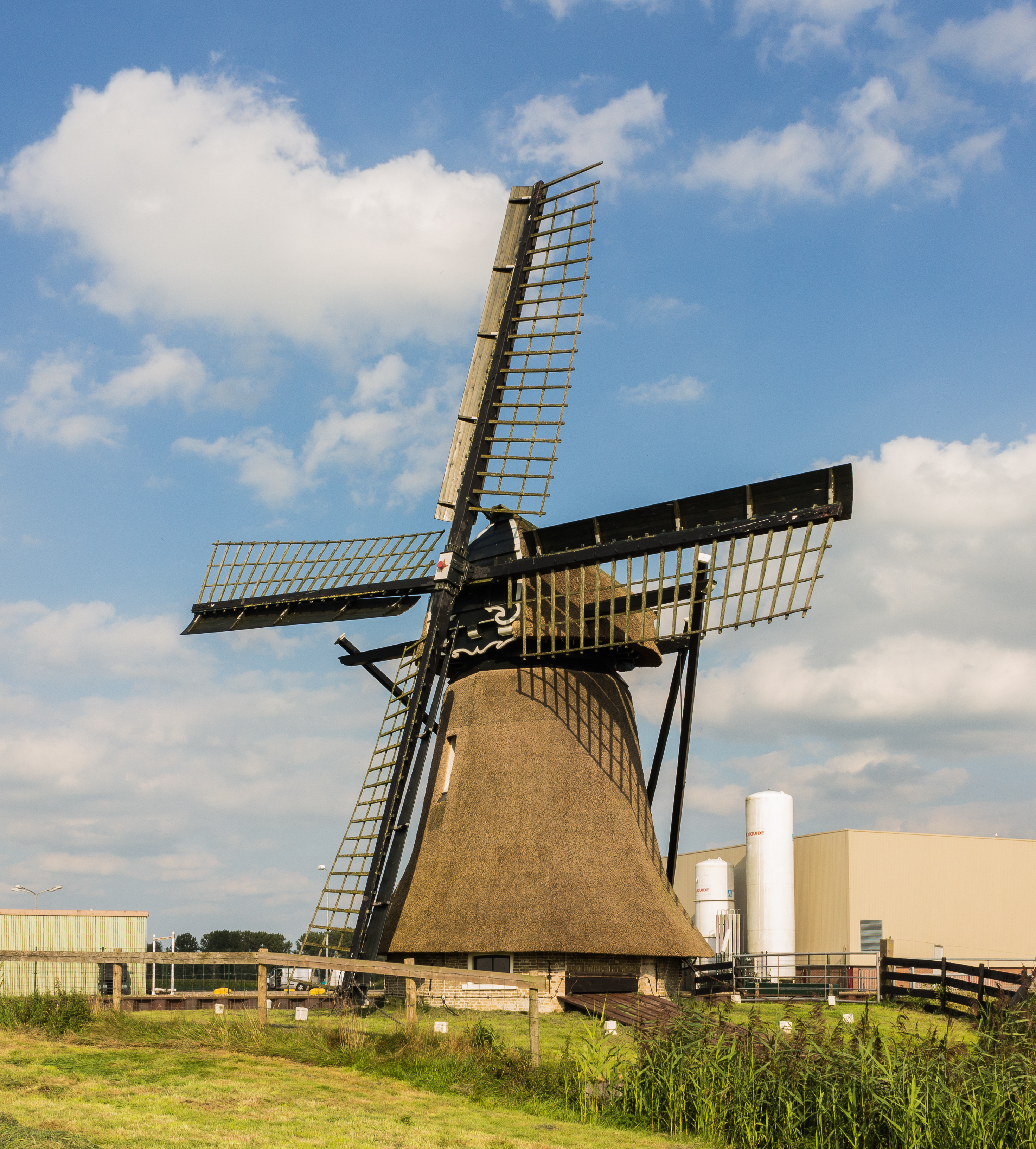
Le moulin Skarren à Hollandiastraat 7 (monument national). Août 2017.

Scharsterbrug (en frison : Skarsterbrêge) est un village de la commune néerlandaise de De Fryske Marren, situé dans la province de Frise.

## Géographie
Le village est situé dans le centre de la commune, au sud de Joure.

## Histoire
Scharsterbrug est un village de la commune de Skarsterlân avant le 1er janvier 2014, date à laquelle celle-ci fusionne avec Gaasterlân-Sleat et Lemsterland pour former la nouvelle commune de De Friese Meren, devenue De Fryske Marren en 2015.

## Démographie
Le 1er janvier 2018, le village comptait 835 habitants.